# Кавенчин (Ґарволінський повіт)
Кавенчин (пол. Kawęczyn) — село в Польщі, у гміні Мацейовиці Ґарволінського повіту Мазовецького воєводства.
Населення — 172 особи (2011).
У 1975-1998 роках село належало до Седлецького воєводства.

## Демографія
Демографічна структура станом на 31 березня 2011 року:
|          | Загалом | Допрацездатний вік | Працездатний вік | Постпрацездатний вік |
| -------- | ------- | ------------------ | ---------------- | -------------------- |
| Чоловіки | 82      | 14                 | 58               | 10                   |
| Жінки    | 90      | 28                 | 51               | 11                   |
| Разом    | 172     | 42                 | 109              | 21                   |